# Camponotus perroti
Camponotus perroti é uma espécie de inseto do gênero Camponotus, pertencente à família Formicidae.